# Pedro Lobo
Pedro Lobo (Rio de Janeiro, 1954) é um fotógrafo brasileiro atualmente residindo em Portugal.
Expos no Brasil, na Alemanha, na Colombia e nos Estados Unidos. 
Seu interesse pela arquitetura popular como construção de individualidade levou-o a fotografar diversas favelas e presídios, como o paulista Carandiru (posteriormente demolido), cujos interiores mostrou em  “Imprisonned spaces/Espaços aprisionados” exposição na Blue Sky Gallery, em Portland, em 2005.
Sua primeira exposição individual em Portugal foi "Favelas: arquitectura da sobrevivência" no Museu Municipal Prof. Joaquim Vermelho em Estremoz.
Participou de exposições coletivas entre as quais REtalhar2007 no Centro Cultural do Banco do Brasil do Rio de Janeiro e “Via BR 040 – Serra Cerrado”, com Miguel Rio Branco, Elder Rocha, etc  na Plataforma Contemporânea do Museu Imperial de Petrópolis, entre 2004 e 2005.
Pedro Lobo estudou fotografia no Museum of Fine Arts de Boston com Elaine O’Neil e Bill Burke e no International Center of Photography (ICP) em Nova Iorque. 
Entre 1978 e 1985 foi fotografo/pesquisador da Fundação Pró-Memória no Brasil.
Em 2008 recebeu o primeiro premio no Festival TOPS na China 